# Адду (атол)
Атол Адду, також відомий як атол Сеену — найпівденніший атол Мальдівських островів. Він, разом з Фувахмулахом, що розташований за 40 км на північ, єдині атоли Мальдівів, що лежать південніше екватора. Атол Адду лежить за 540 км південніше від столиці країни Мале. На атолі розташоване місто Адду, одне з чотирьох міст Мальдів. Місто Адду складається з районів, а саме природних островів Хулхудху, Мідху, Марадху, Фейдху та Хітхадху (межі районів міста географічно не відповідають природним островам, які він включає). На додаток до територій, які входять до складу міста Адду, атол Адду має низку інших населених і незаселених островів, включаючи острів Ган, де розташований Міжнародний аеропорт Ган.

## Географія
На відміну від інших атолів на Мальдівах, атол Адду має лагуну, яка є природною бухтою, доступ до якої здійснюється через чотири природних канали. Це призводить до того, що природна гавань є дуже спокійною та безпечною для морських суден у будь-який час і не піддається впливу сезонних змін. Чотири канали розташовані навколо атола таким чином: канал Куда і сусідній канал Маа — на півночі, канал Ган — на півдні та широкий канал Віллінгілі — на південному сході.
Від штормів і високих хвиль Індійського океану острови захищені бар'єрними рифами. Кокосові пальми ростуть практично скрізь на островах атола. Є невеликі озера, водно-болотні угіддя та болотисті поля таро.

## Історія
Під час Другої світової війни атол Адду був місцем секретної бази Королівського флоту під назвою HMS Haitan, щоб скористатися перевагами глибокої якірної стоянки та захищеної природної гавані. Нафтові резервуари та сховища були побудовані на острові Ган разом із злітно-посадковою смугою та базою повітряних суден. База залишалася невідомою для Осі протягом перших років війни. У 1957 році база була передана Королівським ВПС під назвою RAF Gan, перш ніж її закрили в 1975 році. Зараз на острові розташований міжнародний аеропорт Ган .

## Біологія
Космополітичний крячок білий трапляється на Мальдівах лише на атолі Адду і вважається символом острова. Атол Адду також має особливо багату фауну китів і дельфінів. Там виявлено велике різноманіття видів. Атол Адду — єдина територія на Мальдівах, яка не постраждала від глобальної епідемії відбілювання коралів у 1998 році.

## Лінгвістика
Населення атола розмовляє діалектом аддубас, який подібний до діалекту мулакубас з атола Фувахмулах, і дещо відрізняється від офіційної форми мальдівської мови. Традиційно аддубас був широко поширений серед освічених мас трьох різних атолів на півдні, які прийняли його як свою лінгва франка. Його також вважають найвідомішим і найпоширенішим діалектом у Республіці Мальдіви. Однак, коли у 1959 році Адду з сусідніми атолами проголосив незалежність і визнав себе Сувадівською Об'єднаною Республікою, в офіційному листуванні використовувалася мальдівська мова, а не аддубас.